# NGC 7271
NGC 7271 ist eine linsenförmige Galaxie vom Hubble-Typ S0 im Sternbild Pegasus am Nordsternhimmel. Sie ist schätzungsweise 305 Millionen Lichtjahre von der Milchstraße entfernt.
Das Objekt wurde am 9. September 1863 von dem Astronomen Albert Marth entdeckt und später von Johan Dreyer in seinen New General Catalogue aufgenommen.